# Grand Prix Mexika 2018
Grand Prix Mexika 2018 (oficiálně Formula 1 Gran Premio de México 2018) se jela na okruhu Autódromo Hermanos Rodríguez v Mexico City v Mexiku dne 28. října 2018. Závod byl devatenáctým v pořadí v sezóně 2018 šampionátu Formule 1.

## Kvalifikace
| Poř.                       | No. | Jezdec            | Konstruktér               | Časy v kvalifikaci | Časy v kvalifikaci | Časy v kvalifikaci | Pořadí na startu |
| Poř.                       | No. | Jezdec            | Konstruktér               | Q1                 | Q2                 | Q3                 | Pořadí na startu |
| -------------------------- | --- | ----------------- | ------------------------- | ------------------ | ------------------ | ------------------ | ---------------- |
| 1                          | 3   | Daniel Ricciardo  | Red Bull Racing-TAG Heuer | 1:15.866           | 1:15.845           | 1:14.759           | 1                |
| 2                          | 33  | Max Verstappen    | Red Bull Racing-TAG Heuer | 1:15.756           | 1:15.640           | 1:14.785           | 2                |
| 3                          | 44  | Lewis Hamilton    | Mercedes                  | 1:15.673           | 1:15.644           | 1:14.894           | 3                |
| 4                          | 5   | Sebastian Vettel  | Ferrari                   | 1:16.089           | 1:15.715           | 1:14.970           | 4                |
| 5                          | 77  | Valtteri Bottas   | Mercedes                  | 1:15.580           | 1:15.923           | 1:15.160           | 5                |
| 6                          | 7   | Kimi Räikkönen    | Ferrari                   | 1:16.446           | 1:15.996           | 1:15.330           | 6                |
| 7                          | 27  | Nico Hülkenberg   | Renault                   | 1:16.498           | 1:16.126           | 1:15.827           | 7                |
| 8                          | 55  | Carlos Sainz Jr.  | Renault                   | 1:16.813           | 1:16.188           | 1:16.084           | 8                |
| 9                          | 16  | Charles Leclerc   | Sauber-Ferrari            | 1:16.862           | 1:16.320           | 1:16.189           | 9                |
| 10                         | 9   | Marcus Ericsson   | Sauber-Ferrari            | 1:16.701           | 1:16.633           | 1:16.513           | 10               |
| 11                         | 31  | Esteban Ocon      | Force India-Mercedes      | 1:16.252           | 1:16.844           |                    | 11               |
| 12                         | 14  | Fernando Alonso   | McLaren-Renault           | 1:16.857           | 1:16.871           |                    | 12               |
| 13                         | 11  | Sergio Pérez      | Force India-Mercedes      | 1:16.242           | 1:17.167           |                    | 13               |
| 14                         | 28  | Brendon Hartley   | Scuderia Toro Rosso-Honda | 1:16.682           | 1:17.184           |                    | 14               |
| 15                         | 10  | Pierre Gasly      | Scuderia Toro Rosso-Honda | 1:16.828           | Bez času           |                    | 20               |
| 16                         | 8   | Romain Grosjean   | Haas-Ferrari              | 1:16.911           |                    |                    | 18               |
| 17                         | 2   | Stoffel Vandoorne | McLaren-Renault           | 1:16.966           |                    |                    | 15               |
| 18                         | 20  | Kevin Magnussen   | Haas-Ferrari              | 1:17.599           |                    |                    | 16               |
| 19                         | 18  | Lance Stroll      | Williams-Mercedes         | 1:17.689           |                    |                    | 17               |
| 20                         | 35  | Sergej Sirotkin   | Williams-Mercedes         | 1:17.886           |                    |                    | 19               |
| 107% času vítěze: 1:20.870 |     |                   |                           |                    |                    |                    |                  |
| Zdroj:                     |     |                   |                           |                    |                    |                    |                  |

Poznámky
1. ↑  Pierre Gasly obdržel trest posunu o 20 míst vzad - 15 míst za překročení počtu povolených pohonných jednotek a 5  míst kvůli neplánované výměně převodovky.
2. ↑  Romain Grosjean obdržel trest posunu o 3 místa vzad za zavinění kolize v předchozím závodě.

## Závod
| Poř.   | No. | Jezdec            | Konstruktér               | Počet kol | Čas/Odstoupení | Pořadí na startu | Body |
| ------ | --- | ----------------- | ------------------------- | --------- | -------------- | ---------------- | ---- |
| 1      | 33  | Max Verstappen    | Red Bull Racing-TAG Heuer | 71        | 1:38:28.851    | 2                | 25   |
| 2      | 5   | Sebastian Vettel  | Ferrari                   | 71        | +17.316        | 4                | 18   |
| 3      | 7   | Kimi Räikkönen    | Ferrari                   | 71        | +49.914        | 6                | 15   |
| 4      | 44  | Lewis Hamilton    | Mercedes                  | 71        | +1:18.738      | 3                | 12   |
| 5      | 77  | Valtteri Bottas   | Mercedes                  | 70        | +1 kolo        | 5                | 10   |
| 6      | 27  | Nico Hülkenberg   | Renault                   | 69        | +2 kola        | 7                | 8    |
| 7      | 16  | Charles Leclerc   | Sauber-Ferrari            | 69        | +2 kola        | 9                | 6    |
| 8      | 2   | Stoffel Vandoorne | McLaren-Renault           | 69        | +2 kola        | 15               | 4    |
| 9      | 9   | Marcus Ericsson   | Sauber-Ferrari            | 69        | +2 kola        | 10               | 2    |
| 10     | 10  | Pierre Gasly      | Scuderia Toro Rosso-Honda | 69        | +2 kola        | 20               | 1    |
| 11     | 31  | Esteban Ocon      | Force India-Mercedes      | 69        | +2 kola        | 11               |      |
| 12     | 18  | Lance Stroll      | Williams-Mercedes         | 69        | +2 kola        | 17               |      |
| 13     | 35  | Sergej Sirotkin   | Williams-Mercedes         | 69        | +2 kola        | 19               |      |
| 14     | 28  | Brendon Hartley   | Scuderia Toro Rosso-Honda | 69        | +2 kola        | 14               |      |
| 15     | 20  | Kevin Magnussen   | Haas-Ferrari              | 69        | +2 kola        | 16               |      |
| 16     | 8   | Romain Grosjean   | Haas-Ferrari              | 68        | +3 kola        | 18               |      |
| Ret    | 3   | Daniel Ricciardo  | Red Bull Racing-TAG Heuer | 61        | Hydraulika     | 1                |      |
| Ret    | 11  | Sergio Pérez      | Force India-Mercedes]     | 38        | Brzdy          | 13               |      |
| Ret    | 55  | Carlos Sainz Jr.  | Renault                   | 28        | Baterie        | 8                |      |
| Ret    | 14  | Fernando Alonso   | McLaren-Renault           | 3         | Tlak vody      | 12               |      |
| Zdroj: |     |                   |                           |           |                |                  |      |

Poznámky
1. ↑  Brendon Hartley obdržel penalizaci 5 sekund za zavinění kolize.

## Průběžné pořadí po závodě
Pohár jezdců
|  | Pořadí | Jezdec           | Body |
|  | ------ | ---------------- | ---- |
|  | 1      | Lewis Hamilton   | 358  |
|  | 2      | Sebastian Vettel | 294  |
|  | 3      | Kimi Räikkönen   | 236  |
|  | 4      | Valtteri Bottas  | 227  |
|  | 5      | Max Verstappen   | 216  |

Pohár konstruktérů
|  | Pořadí | Konstruktér               | Body |
|  | ------ | ------------------------- | ---- |
|  | 1      | Mercedes                  | 585  |
|  | 2      | Ferrari                   | 530  |
|  | 3      | Red Bull Racing-TAG Heuer | 362  |
|  | 4      | Renault                   | 114  |
|  | 5      | Haas-Ferrari              | 84   |